# Télécom Bretagne
Télécom Bretagne (precedentemente noto come ENST Bretagne, ovvero École nationale supérieure des télécommunications de Bretagne) era una delle grande école francesi e allo stesso tempo un centro di alta ricerca in grado di garantire una formazione di alto livello nelle tecnologie dell'informazione e della comunicazione. Questa grande école di ingegneria si trovava vicino a Brest in Bretagna.
Come membro del Institut TELECOM, ha tre sedi:
- Technopôle Brest-Iroise, a Plouzané (Brest);
- Campus di Beaulieu, a Rennes;
- SUPAERO campus, a Tolosa.

Télécom Bretagne è stata fonte di alcune delle innovazioni nel mondo delle telecomunicazioni, in particolare i turbo codici (articolo pubblicato la prima volta in un articolo dell'IEEE proc. ICC'93), ampiamente utilizzati nello standard 3G di telefonia mobile.
Nel 2009 l'istituto aveva 11602 studenti e 208 dottorandi.

## Storia
- 1974: Pierre Lelong - Segretario di Stato per il PTT (letteralmente Postal Telegraph and Telephone) - decide di fondare una seconda scuola di telecomunicazioni, che sarà situata nella zona di Brest;
- 1977: Creazione di ENST Bretagne a Brest. L'ammissione dei primi studenti era di 31 studenti.
- 1986: Creazione del sito di Rennes.
- 1997: Creazione del Groupe des écoles des télécommunications (GET).
- 2008: la GET diventa Institut Télécom, e quindi la scuola cambia il suo nome da ENST Bretagne (École nationale supérieure des télécommunications de Bretagne) in Télécom Bretagne.
- 2017: Fusione con l'École Nationale Supérieure des Mines de Nantes per creare IMT Atlantique.